# Cartoon d’Or

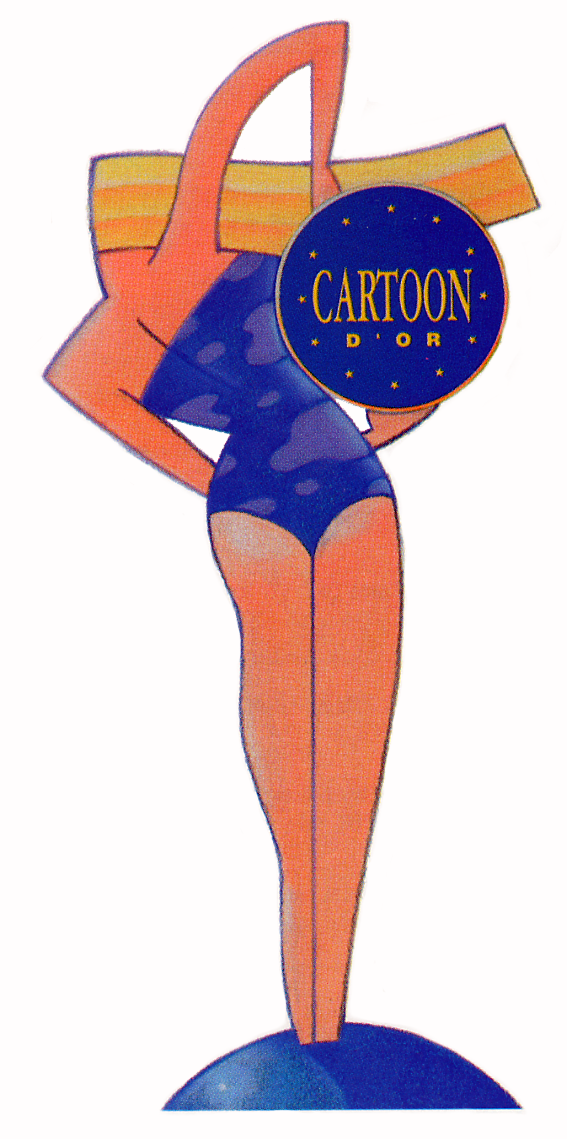
Logo des Cartoon d’Or

Der Cartoon d’Or war ein Filmpreis für europäische Kurzanimationsfilme.

## Organisation und Reglement
Mit dem 1991 erstmals vergebenen Filmpreis wurde jährlich der beste europäische Kurzanimationsfilm ausgezeichnet. Der Veranstalter des Cartoon d’Or war der Animationsfilmverband Cartoon – European Association of Animation Film mit Sitz in Brüssel. Die Preisverleihung fand an wechselnden Orten im Rahmen des vom Verband organisierten Cartoon Forum statt. In die Auswahl kamen Preisträgerfilme ausgewählter europäischer Filmfestivals. Über die Vergabe entschied eine Jury.
Im Jahr 2017 wurde bekannt gegeben, dass die Vergabe des Cartoon d’Or eingestellt wird. Grund waren die durch Didier Brunner, Jean-Paul Commin und Peter Lord und andere ins Leben gerufenen European Animations Awards, die mit den Emile Awards eine breitere Würdigung europäischer Animation planten, wobei eine Kategorie auch die europäischen Kurzfilme abdeckte. Die ersten Emile Awards wurden im Dezember 2017 in Lille vergeben, Preisträger für den besten Kurzfilm war Min Börda von Niki Lindroth von Bah.

## Preisträger
| Jahr | Veranstaltungsort      | Film                               | Regie                              | Produktionsland                |
| ---- | ---------------------- | ---------------------------------- | ---------------------------------- | ------------------------------ |
| 1991 | Saint-Malo             | Creature Comforts                  | Nick Park                          | UK                             |
| 1992 | Florenz                | Manipulation                       | Daniel Greaves                     | UK                             |
| 1993 | Inverness              | The Village                        | Mark Baker                         | UK                             |
| 1994 | Azoren                 | Wallace & Gromit – Die Techno-Hose | Nick Park                          | UK                             |
| 1995 | Turku                  | Der Mönch und der Fisch            | Michael Dudok de Wit               | Niederlande                    |
| 1996 | Galway                 | Quest                              | Tyron Montgomery                   | Deutschland                    |
| 1997 | Arles                  | Die alte Dame und die Tauben       | Sylvain Chomet                     | Frankreich                     |
| 1998 | Syros                  | Der Junge, der vom Himmel fiel     | Jacques-Rémy Girerd                | Frankreich                     |
| 1999 | Córdoba                | Migrations                         | Constantin Chamski                 | Frankreich                     |
| 2000 | Gotland                | A Suspeita                         | José Miguel Ribeiro                | Portugal                       |
| 2001 | Bayern                 | Father and Daughter                | Michael Dudok de Wit               | Niederlande/UK                 |
| 2002 | Eryri                  | Home Road Movies                   | Robert Bradbrook                   | UK                             |
| 2003 | Varese                 | Sans queue ni tête                 | Sandra Desmazières                 | Frankreich                     |
| 2004 | Santiago de Compostela | Fast Film                          | Virgil Widrich                     | Deutschland/Luxemburg          |
| 2005 | Kolding                | Jo Jo in the Stars                 | Marc Craste                        | UK                             |
| 2006 | Pau                    | Dreams and Desires: Family Ties    | Joanna Quinn                       | UK                             |
| 2007 | Katalonien             | The Pearce Sisters                 | Luis Cook                          | UK                             |
| 2008 | Ludwigsburg            | A Mouse’s Tale                     | Benjamin Renner                    | Frankreich                     |
| 2009 | Stavanger/Sandnes      | Please Say Something               | David O’Reilly                     | Deutschland/Irland             |
| 2010 | Sopron                 | Crocodile                          | Kaspar Jancis                      | Estland                        |
| 2011 | Sopot                  | Der Kleine und das Biest           | Johannes Weiland, Uwe Heidschötter | Deutschland                    |
| 2012 | Toulouse               | Oh Willy...                        | Emma De Swaef, Marc James Roels    | Belgien/Frankreich/Niederlande |
| 2013 | Toulouse               | Head Over Heels                    | Timothy Reckart                    | UK                             |
| 2014 | Toulouse               | Der Weihnachtskuchen               | Stéphane Aubier, Vincent Patar     | BE                             |
| 2015 | Toulouse               | The Bigger Picture                 | Daisy Jacobs                       | UK                             |
| 2016 | Toulouse               | Yùl et le serpent                  | Gabriel Harel                      | F                              |